# Улюкчикан
Улюкчикан (рос. Улюкчикан) — улус Баргузинського району, Бурятії Росії. Входить до складу Сільського поселення Улюнське.
Населення —  446 осіб (2015 рік). 